# Cegielnia-Kosewo
Cegielnia-Kosewo – wieś sołecka w Polsce położona w województwie mazowieckim, w powiecie nowodworskim, w gminie Pomiechówek.
W latach 1975–1998 miejscowość administracyjnie należała do województwa warszawskiego.